# (14324) 1979 MK6
A (14324) 1979 MK6 a Naprendszer kisbolygóövében található aszteroida. Eleanor F. Helin és Schelte J. Bus fedezte fel 1979. június 25-én.